# Saskia Reeves
Saskia Reeves (Londra, 16 agosto 1961) è un'attrice britannica.

## Biografia
Nata da padre inglese e madre olandese, si è formata alla Guildhall School of Music and Drama.

## Filmografia

### Cinema
- Close My Eyes, regia di Stephen Poliakoff (1991)
- December Bride, regia di Thaddeus O'Sullivan (1991)
- Antonia e Jane (Antonia and Jane), regia di Beeban Kidron (1991)
- The Bridge, regia di Syd Macartney (1992)
- Hooligans, regia di Phil Davis (1995)
- Butterfly Kiss - Il bacio della farfalla (Butterfly Kiss), regia di Michael Winterbottom (1995)
- Le donne non sono tutte uguali (Different for Girl), regia di Richard Spence (1996)
- The Tesseract, regia di Oxide Chun Pang (2003)
- Me and Orson Welles, regia di Richard Linklater (2009)
- Nymphomaniac, regia di Lars von Trier (2013)
- Mindscape, regia di Jorge Dorado (2014)
- The Premier - Rapimento e ricatto (De Premier), regia di Erik Van Looy (2016)
- Il traditore tipo (Our Kind of Traitor), regia di Susanna White (2016)
- Shadows, regia di Carlo Lavagna (2020)
- The Outrun,  regia di Nora Fingscheidt (2024)

### Televisione
- Canto di Natale (Christmas Carol), regia di David Hugh Jones – film TV (1999)
- Dune - Il destino dell'universo (Frank Herbert's Dune) – miniserie TV, 3 episodi (2000)
- Waking the Dead – serie TV, 2 episodi (2003)
- Island at War – miniserie TV, 6 puntate (2004)
- A Line in the Sand, regia di James Hawes – film TV (2004)
- The Inspector Lynley Mysteries – serie TV, episodio 5x01 (2006)
- The Fixer – serie TV,  episodio 1x04 (2008)
- L'ispettore Barnaby (Midsomer Murders) – serie TV, episodi 13x02-18x04 (2009-2016)
- Luther – serie TV, 7 episodi (2010)
- Il commissario Wallander (Wallander) – serie TV, 2 episodi (2010-2012)
- Canoe Man, regia di Norman Hull – film TV (2010)
- Lewis – serie TV, episodio 5x01 (2011)
- Women in Love – miniserie TV, 1 puntata (2011)
- Page Eight, regia di David Hare – film TV (2013)
- Vera – serie TV, episodio 3x02 (2013)
- NTSF:SD:SUV:: – serie TV, episodio 3x10 (2013)
- From There to Here – miniserie TV, 3 puntate (2014)
- Salting the Battlefield, regia di David Hare – film TV (2014)
- Wolf Hall – miniserie TV, 5 puntate (2015)
- Shetland – serie TV, 5 episodi (2016)
- Collateral – miniserie TV, 2 puntate (2018)
- Delitti in Paradiso (Death in Paradise) - serie TV, episodio 8x06 (2019)
- Belgravia – miniserie TV, 6 puntate (2020)
- Slow Horses – serie TV (2022-in corso)

## Doppiatrici italiane
Nelle versioni in italiano delle opere in cui ha recitato, Saskia Reeves è stata doppiata da:
- Angiola Baggi in Dune - Il destino dell'universo
- Antonella Giannini in Nymphomaniac
- Laura Boccanera in Shadows
- Alessandra Cassioli in Belgravia
- Tiziana Avarista in Slow Horses